# Michaił Gromow (matematyk)
Michaił Leonidowicz Gromow, ros. Михаил Леонидович Громов (ur. 23 grudnia 1943 w Boksitogorsku) – rosyjski matematyk, profesor Uniwersytetu Nowojorskiego. Laureat najwyższych wyróżnień w tej nauce jak Nagroda Wolfa (1993) i Nagroda Abela (2009). Zasłużył się głównie w geometrii i algebrze, zwłaszcza geometrii metrycznej i geometrycznej teorii grup.

## Życiorys
Studiował na Leningradzkim Uniwersytecie Państwowym, który ukończył w 1965. W 1969 obronił pracę kandydacką, a w 1973 doktorską. W 1974 wyemigrował do Francji, której obywatelstwo uzyskał w 1992. W 1982 został wykładowcą w Instytucie Wyższych Studiów Naukowych w Bures-sur-Yvette oraz na Uniwersytecie Nowojorskim.

## Wyróżnienia
- 1993: Nagroda Wolfa,
- 1997: Medal Łobaczewskiego,
- 2002: Nagroda Kioto[1],
- 2004: Nagroda Nemmersa,
- 2005: Międzynarodowa Nagroda Matematyczna im. Jánosa Bolyaia[2]
- 2009: Nagroda Abela „za rewolucyjny wkład do geometrii”[3].

Oprócz tego Gromow kilkukrotnie wygłaszał wykłady na Międzynarodowym Kongresie Matematyków – w Nicei (1970), Helsinkach (1978), Warszawie (1983) i Berkeley (1986).